# Ribița
Ribița – wieś w Rumunii, w okręgu Hunedoara, w gminie Ribița. W 2011 roku liczyła 535 mieszkańców.